# Љубен Каравелов
Љубен Каравелов Стојчев (Копривштица, 1834. или 1835. или 1837.— 21. јануар 1879, Рушчук) је био бугарски песник, писац, енциклопедист, новинар, етнограф, народни херој и борац за ослобођење Бугарске од отоманске владавине. Каравелов је старији брат утицајног политичара Петка Каравелова (1843—1903). Провео је Љубен неколико година живота као емигрант у Србији, у Београду и Аустроугарској, у Новом Саду.

## Биографија
Љубен је рођен у месту Копривштици у Бугарској 1837. године. Након завршене основне школе, у родном месту код учитеља Србина, Ђорђа Божиловића, требало је да настави школовање у Пловдиву. У тамошњој грчкој гимназији учење му није полазило за руком (јер није волео грчки језик), па је напустио школу и постао трговачки помоћник. Током школовања у Пловдиву, Љубен је прочитао са разумевањем две српске књиге, које су на њега много утицале. Радило се о насловима, српском зборнику "Невен-Слога" и "Косовка". Због потребе посла много путује, обилази не само Бугарску него и Србију и Босну. Тако је са оцем џелебџијом (трговцем стоке) 1854. године поред Бугарске посетио део Македоније и Србије. Иако трговац више га је привлачио народни живот, који путујући истражује и записује грађу.
Напушта трговачку струку, и на предлог пријатеља Најдана Герова одлази 1857. године код брата у Русију. Пошто не успе да се упише на Војну академију, прелази на историјски одсек Филозофског факултета у Москви. Бави се проучавањем историје, али и руске књижевности; ту започиње свој књижевни рад. На вест да су заратили Срби и Турци приспео је у Србију фебруара 1867. године, покушавајући да створи везу између подјармљених Срба и Бугара, ради заједничке борбе. Дружи се београдском омладином и сарађује са Светозаром Марковићем; за кратко време је добро научио српски језик. Као и Марковић и он се јавља представником реализма у књижевности. Августа 1867. године Каравелов у име Бугара учествује у раду скупштине "уједињене Омладине српске. Није сам у туђини, јер је у српској престоници јак емигрантски бугарски центар. У Београду је Бугарин Раковски, отворио "Бугарско ђачко друштво и читаоницу 'Сједињеније'". У лето 1867. године Каравелов са сунардницима оснива заверенички "Бугарски комитет", у стану Анастаса Карастојанова - дворског фотографа, са радњом поред Саборне цркве. У друштву са још неким присталицама саставља у лето 1867. године "Закон" (правила организације) добровољачке чете. Као политички активан и експониран учесник догађаја у Београду, неколико месеци пре атентата на кнеза Михаила, бива непожељан због својих активности. Из Београда где се бавио "књижевним послом" био је фебруара 1868. године "истеран". Због прогона се склања у други српски центар, у Нови Сад где налази ново уточиште и наставља књижевни рад. Ту упознаје Змаја и Светозара Милетића, те постаје сарадник листа "Застава". Међутим хапсе на угарске власти, као сада великог противника режима Обреновића, и он силом прилика проводи пола године затворен у Пешти. Нашао је ново место за живот и рад у Румунији, у престоници Букурешту. Ту се бави публицистичким радом, покреће и уређује листове: "Знање" и "Слободу". Не уклапа се довољно у револуционарну емигрантску бугарску средину. Зато поново долази у Београд где ће боравити до краја Српско-бугарског рата 1879. године
Последње време провео је са супругом у бугарском граду Русе (Рушчуку). Неуморно је радио на скупљању добровољаца за учешће у српско-турском рату. Имао је због тога проблема у Румунији, где је затваран због регрутовања бугарских добровољаца. Каравелов је своје здравље уништио у казаматима и емиграцији, умире исцрпљен у Рушчуку 1879. године од туберкулозе, у напону своје стваралачке снаге.

## Друштвени ангажман међу Србима
Почео је да пише у 31. години живота, почиње са поезијом, а инспирацију налази у страдању бугарског народа под Турцима. Био је дописни члан филозофског и филолошког одсека Српског ученог друштва од 1872. године, као "књижевник и журналист бугарски". Он се тада бави у Букурешту, где је уредник листа "Слобода" (од 1870). Писао је не само на матерњем, већ и на српском језику. Објавио је 1868. године у часопису "Матица" једну приповетку. Приповетку под називом "Је ли крива судбина?" посветио је београдским друговима. Књижевно одељење Матице Српске га је 1869. године за ту приповетку наградила са 70 ф. Професор Ватрослав Јагић (у време када је радио у Берлину) примећује у свом есеју о савременој бугарској књижевности, за "најбољег бугарског приповедача" Љ. Каравелова: "имао је талента да изнесе у оштрим цртама карактеристичне стране народног живота, али његов исувише голи реализам је често суров и досадан".
Сматра се једним од твораца српског критичког реализма. Писао је 1868-1869. године у новосадској "Матици" критички приказ књиге Милована Јанковића о смрти српског цара Душана, затим о Абердаровом "Првом јеку" исте године и др.
Био је ожењен Српкињом Наталијом Петровић Каравеловом, књижевницом, политичком активисткињом и добротворком, сестром српског политичара Настаса Петровића. Венчање је било јуна 1868. године у Сремским Карловцима, а заједнички живот су наставили у Новом Саду. Наталија је била одана свом мужу у његовим политичким стремљењима. Тако је док су живели у Рушчуку (на Дунаву) са фалсификованим пасошем преносила преко Дунава пропагандни материјал, бугарском револуционару Василу Левском. У браку нису имали деце, а удова Ната се након смрти мужа по други пут удала, и вратила у Србију.

## Дело
- "Атаман", (из болгарских нравов), на руском, у "Наше Времја", 1859. године
- "Страници из књиги страданиа болгарскога племена", на руском, Москва 1868. године
- "Из мртвог дома", на српском,
- драма "Хаџи Димитар Арсенов", Букурешт 1872. године
- "Неда", Букурешт 1872. године
- "Не рађај ме", песма, у "Нова Искра", Београд 1904. године
- "Српске приповетке", издање Југословенско-бугарске лиге 1940. године[19]